# Robert Falcon Scott

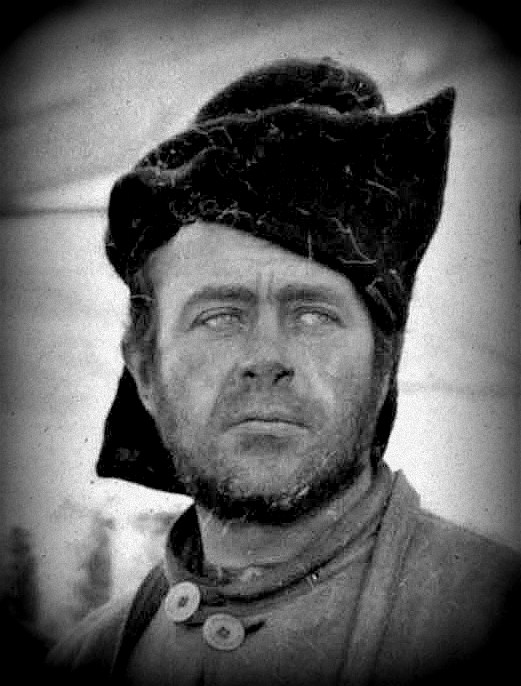
Robert Falcon Scott (1911) mit Balaklava während der Terra-Nova-Expedition

Robert Falcon Scott (* 6. Juni 1868 in Devonport bei Plymouth, England; † 29. März 1912 auf dem Ross-Schelfeis, Antarktis) war ein britischer Marineoffizier und Polarforscher. Er leitete die Discovery-Expedition (1901–1904) und die Terra-Nova-Expedition (1910–1913), zwei Forschungsreisen während des sogenannten Goldenen Zeitalters der Antarktisforschung. Er zählt zu den ersten zehn Menschen, die den geographischen Südpol erreichten.
Zunächst durchlief Scott eine Offizierslaufbahn in der Royal Navy. Als seine Karriere ins Stocken geraten war, ergriff er die Gelegenheit, das Kommando auf dem Forschungsschiff Discovery zu übernehmen. Nach eigenem Bekunden entsprang diese Entscheidung seinem persönlichen Ehrgeiz und nicht einer besonderen Vorliebe für die Polarforschung. Während der von ihm geleiteten Discovery-Expedition unternahm er zwischen November 1902 und Februar 1903 gemeinsam mit Edward Wilson und Ernest Shackleton einen Vorstoß Richtung Südpol, bei dem die drei Männer mit dem Erreichen der geographischen Breite von 82° 17′ S einen neuen Südrekord aufstellten. Scotts Entscheidung nach der Rückkehr ins Basislager, den seiner Ansicht nach dienstuntauglichen Shackleton entgegen dessen Willen nach Hause zu schicken, gab Anlass zu einer noch heute geführten Diskussion über eine tiefe Rivalität beider Polarforscher.
Nachdem Shackleton mit seinem eigenen Versuch, während der Nimrod-Expedition (1907–1909) den Südpol zu erreichen, knapp gescheitert war, unternahm Scott anlässlich der Terra-Nova-Expedition einen neuerlichen Anlauf. Dieser entwickelte sich zu einem Wettstreit mit dem norwegischen Polarforscher Roald Amundsen. Scott erreichte den Pol am 18. Januar 1912 mit der Erkenntnis, dass Amundsen und dessen vierköpfige Mannschaft ihm rund einen Monat zuvorgekommen waren. Auf dem Rückweg zum Basislager starben Scott und seine vier Begleiter an Unterernährung, Krankheit und Unterkühlung.
Scott wurde in seiner Heimat durch seinen als heroisch empfundenen Tod jahrzehntelang als selbstaufopfernder Nationalheld stilisiert. Erst zum Ende des 20. Jahrhunderts begann eine differenziertere Betrachtung und Neubewertung seiner Person.

## Jugend und Offizierslaufbahn

### Herkunft und Jugend (1868–1883)

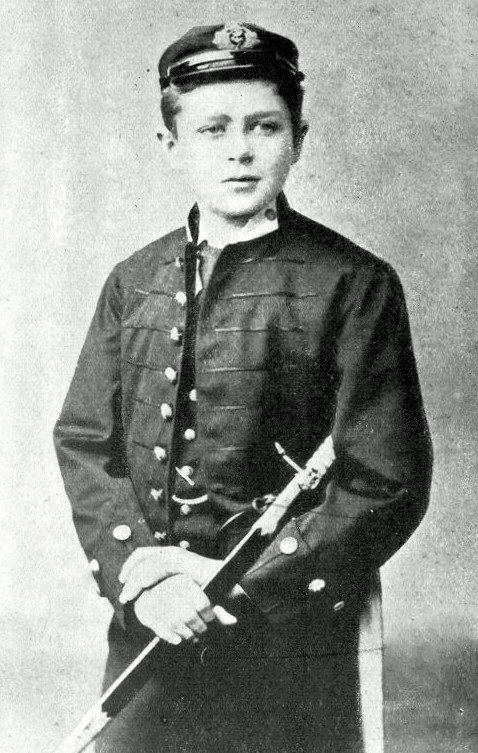
Robert Falcon Scott als 13-jähriger Seekadett

Robert Falcon Scott wurde auf dem Familiensitz Outland House in Stoke Damerel, einer Kirchengemeinde unweit des Flottenstützpunkts Devonport im südwestenglischen Plymouth, als drittes von sechs Kindern (nach anderer Quelle als viertes von sieben Kindern) des Brauereibesitzers John Edward Scott (1830–1897) und dessen Frau Hannah (geborene Cuming, 1841–1924) geboren. Bereits sein Großvater und dessen Brüder besaßen durch Gewinne aus den Napoleonischen Kriegen einige Brauhäuser und Lebensmittelgeschäfte in Plymouth, welche der Familie zu Wohlstand verholfen hatten.
Zu Beginn seiner schulischen Ausbildung wurde Scott zu Hause unterrichtet; erst im Alter von acht Jahren besuchte er die örtliche Schule in Stoke Damerel. Die Autorin Diana Preston beschreibt ihn als Spätentwickler, körperlich eher schwächlich, und als einen sensiblen und scheuen Tagträumer, „den [der Anblick von] Blut grauste und der die Einsamkeit liebte“. Trotz dieser als Makel empfundenen Eigenschaften, die er zeitlebens zu verbergen versuchte, war sein Leben nach dem Vorbild seiner Onkel als Offiziere der British Indian Army für eine militärische Laufbahn vorbestimmt. Im Alter von zwölf Jahren schickten ihn seine Eltern an die Stubbington House School, eine renommierte Paukschule für angehende Kadetten in der Grafschaft Hampshire. 1881 bestand Scott die Aufnahmeprüfungen der Royal Navy, was ihm eine Ausbildung auf dem Schulschiff HMS Britannia ermöglichte.

### Erste Jahre in der Royal Navy (1883–1901)
Nach zweijähriger Ausbildung verließ Scott 1883 die HMS Britannia im Rang eines Midshipman als Siebtbester von 26 Seekadetten seines Jahrgangs. Im Oktober desselben Jahres begab er sich nach Südafrika, um seinen Dienst an Bord des Flaggschiffs des Südafrikageschwaders, der Korvette Boadicea, anzutreten. Dieses war das erste einer Reihe von Schiffen, auf denen er seine Zeit als Offiziersanwärter verbrachte. Im Jahr 1887 war Scott an Bord der HMS Rover auf der Karibikinsel St. Kitts stationiert. Dort kam es am 1. März zur ersten Begegnung mit Clements Markham. Scott war dem damaligen Sekretär der Royal Geographical Society an diesem Tag als Mitglied der Siegermannschaft einer Kutterregatta aufgefallen. Markham hielt Ausschau nach jungen Marineoffizieren, die als mögliche Kandidaten für polare Forschungsreisen in Frage kamen, und war nach eigenen Worten von der „Intelligenz, Einsatzbereitschaft und […] Ausstrahlung“ des 18-jährigen Scott beeindruckt.
Im März 1888 bestand Scott die Prüfung zum Sub-Lieutenant mit vier von fünf möglichen Bestnoten, und bereits ein Jahr später erhielt er die Beförderung zum Lieutenant. Nach insgesamt acht Dienstjahren in fremden Gewässern kehrte er 1891 nach England zurück, um die prestigeträchtige Ausbildung zum Kommandanten eines Torpedobootes zu beginnen. Scott schloss diese Ausbildung mit Bestnoten in Theorie und Praxis ab, obwohl er sich 1893 einen Tadel eingehandelt hatte, nachdem sein Boot durch Unachtsamkeit auf Grund gelaufen war.

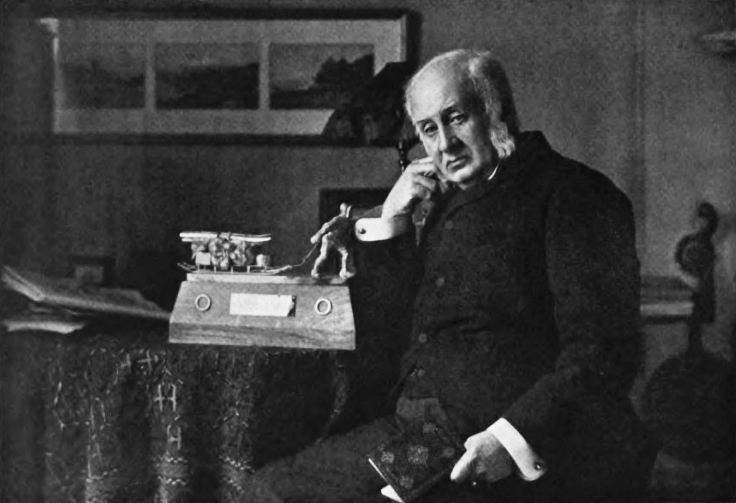
Sir Clements Markham, Präsident der Royal Geographical Society und Scotts Förderer

Auch über diesen Zwischenfall hinaus verlief Scotts Karriere in der Marine nicht reibungslos. Bei Recherchen zu seinem Buch Scott and Amundsen (später unter dem Titel The Last Place On Earth neu veröffentlicht) deckte der Biograph und Spezialist für Polarforscher Roland Huntford Lücken in Scotts Personalakte bei der Royal Navy zwischen Mitte August 1889 und dem 26. März 1890 auf. Huntford führt dies auf Scotts unerlaubtes Sichentfernen vom Dienst im Zusammenhang mit einer Liebesaffäre mit einer nicht namentlich genannten Amerikanerin zurück, was von seinen Vorgesetzten geduldet und verschwiegen worden sein soll. Scotts Biograph David Crane kam bei seinen Nachforschungen zu einem ähnlichen Ergebnis, mochte sich aber Huntfords Interpretation nicht anschließen. Für die Vertuschung der Angelegenheit habe Scott weder über die erforderliche Stellung noch die notwendigen Beziehungen in der Marine verfügt. In den Aufzeichnungen der britischen Admiralität sind keine weiteren Hinweise enthalten, die den Sachverhalt aufklären könnten.
Ab 1894 erschütterte eine Reihe von Schicksalsschlägen Scotts Leben. Als Offizier des Versorgungsschiffs HMS Vulcan erfuhr er, dass sein Vater nach dem Verkauf der Brauerei und folgenschweren Fehlinvestitionen das gesamte Familienvermögen verloren hatte. Mit inzwischen 63 Jahren und gesundheitlich in schlechter Verfassung war John Edward Scott gezwungen, als einfacher Brauereiangestellter in Shepton Mallet, Somerset, für das Auskommen seiner Familie zu sorgen. Im Jahr 1897, als Robert auf dem Flaggschiff des Kanalgeschwaders HMS Majestic diente, führte der Tod seines Vaters endgültig zu einer Bedrohung der Existenz der Familie Scott. Roberts Mutter Hannah und seine beiden unverheirateten Schwestern wurden abhängig von seinem Sold und den Einkünften seines jüngeren Bruders Archibald. Dieser hatte seinen Dienst beim Heer quittiert, um einen höher dotierten Posten beim Colonial Service anzunehmen. Als Archibald Scott im Herbst 1898 an Typhus starb, blieb Robert als einziger Versorger übrig.
Die Suche nach Möglichkeiten, seine Karriere voranzutreiben und hierdurch bessere Einkünfte zu erlangen, wurde zur Triebfeder in Scotts weiterem Leben. Die Royal Navy bot ihm in dieser Zeit jedoch nur wenig Aufstiegsmöglichkeiten. Anfang Juni 1899 traf er in London während eines Heimaturlaubs zufällig auf den inzwischen geadelten Sir Clements Markham und erfuhr von diesem von der bevorstehenden Antarktis-Expedition unter Federführung der Royal Geographical Society, deren Präsident Markham seit Mai 1893 war. Für Scott war es eine willkommene Gelegenheit, frühzeitig ein eigenes Kommando zu erhalten und sich als Kapitän eines namhaften Schiffs auszuzeichnen. Bereits wenige Tage nach diesem Treffen erschien Scott am 11. Juni auf Markhams Anwesen, um sich um den Posten des Expeditionsleiters zu bewerben.

## Discovery-Expedition (1901–1904)

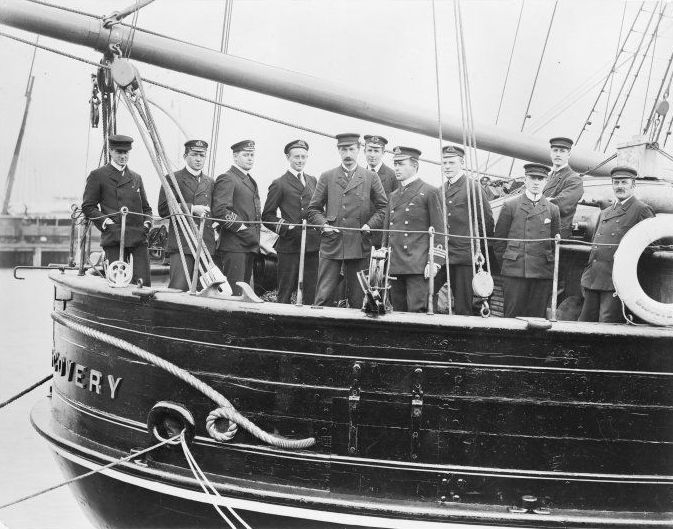
Scott (fünfter von rechts) als Kapitän der Discovery (1901)

Die National Antarctic Expedition, wie die Discovery-Expedition offiziell bezeichnet wurde, war eine gemeinschaftliche Unternehmung der Royal Geographical Society und der Royal Society. Die Planungen zur Durchführung der ersten ausschließlich unter britischer Führung unternommenen Forschungsreise zum antarktischen Kontinent seit James Clark Ross rund 60 Jahre zuvor wurden ab 1893 durch Clements Markham vorangetrieben. Ziele waren allgemeinwissenschaftliche und insbesondere geographische Erkundungen in der Antarktis.

### Ernennung zum Expeditionsleiter
Scotts Bewerbung um die Expeditionsleitung wurde von seinem Vorgesetzten, Kapitän George Egerton (1852–1940), der in den Jahren 1875/1876 an einer Arktis-Expedition teilgenommen hatte, dem amtierenden Ersten Lord der Admiralität George Goschen und dem damaligen Ersten Seelord Walter Kerr unterstützt. Widerstände gab es dagegen bei der Royal Society, die einen wissenschaftlichen Expeditionsleiter forderte. Clements Markham gelang es, die Vertreter der Royal Society in der mit der Royal Geographical Society gebildeten Kommission gegeneinander auszuspielen und seinen Wunschkandidaten durchzusetzen, so dass Scott am 9. Juni 1900 die Befehlsgewalt über das Expeditionsschiff Discovery übertragen und er am 30. Juni in den Rang eines Commanders erhoben wurde. Entgegen dessen eigener Darstellung hatte Markham aber offenbar auch andere Bewerber als Scott in Erwägung gezogen.

### Verlauf der Expedition

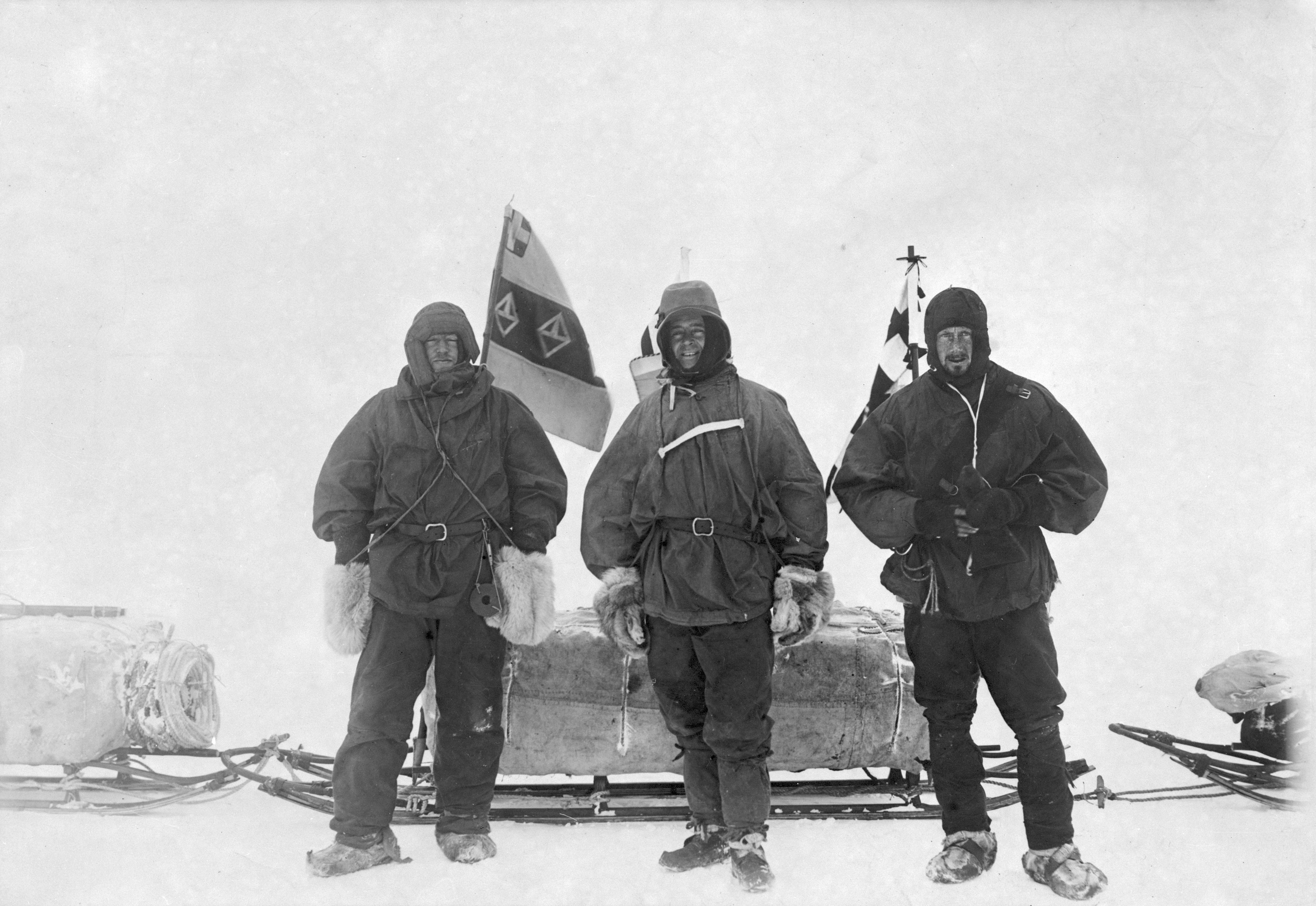
Shackleton, Scott und Wilson (v. l. n. r.) beim Aufbruch zum Marsch Richtung Südpol am 2. November 1902

Obwohl kein Mitglied der 50-köpfigen Mannschaft, einschließlich Scott, über nennenswerte Kenntnisse und Erfahrungen zum Überleben in polaren Regionen verfügte, wurde kaum Zeit darauf verwendet, die Männer auf ihre kommenden Aufgaben vorzubereiten oder die Ausrüstung hinreichend zu testen. Als die Discovery am 31. Juli 1901 von Cardiff zur Fahrt nach Süden aufbrach, kannte sich beispielsweise niemand im praktischen Umgang mit den mitgeführten Schlittenhunden und Skiern aus. Die mangelnde Erfahrung und das nur unzureichend überprüfte Material kostete den Matrosen George Vince (1879–1902) das Leben, als er am 11. März 1902 wegen des Tragens von profillosen Pelzstiefeln auf einer vereisten Klippe unweit des Basislagers (heute bekannt als Danger Slopes) den Halt verlor und beim Sturz ins Meer spurlos verschwand. Vince war bereits das zweite Opfer, das Scott als Leiter der Expedition zu verantworten hatte, nachdem zuvor der übermütige Matrose Charles Bonner (1878–1901) am 21. Dezember 1901 im Hafen von Lyttelton vom Großmast des Schiffes zu Tode gestürzt war.
Abseits dieser beiden Zwischenfälle leisteten Scott und seine Männer bedeutende Pionierarbeiten und machten wichtige geographische Entdeckungen. Nach Anlandung in einer kleinen Bucht im östlichen Abschnitt des Ross-Schelfeises nahm er selbst am 4. Februar 1902 am erstmaligen Aufstieg eines Ballons in der Antarktis teil. Zudem wurde mit der Edward-VII-Halbinsel wenige Tage zuvor die östliche Begrenzung der Schelfeistafel entdeckt. Die Discovery-Expedition war die erste Forschungsreise, bei der Expeditionsteilnehmer in zwei aufeinanderfolgenden Jahren in der Antarktis überwinterten. Am 16. Oktober 1903 betraten Scott und acht weitere Männer nach dem Aufstieg über den Ferrar-Gletscher als erste Menschen das Polarplateau im nördlichen Viktorialand. Die wissenschaftlichen Untersuchungen während der Expedition lieferten neue zoologische und geologische Erkenntnisse zur Antarktis. Einige der meteorologischen und magnetologischen Arbeiten wurden allerdings später als dilettantisch und ungenau kritisiert. Scott selbst bezeichnete die Arbeiten seines leitenden Geographen Charles Royds als „entsetzlich schlampig.“
Zum wichtigsten Unterfangen der Expedition geriet jedoch der Marsch über das Ross-Schelfeis nach Süden. Der Südpol war dabei nicht das eigentliche Ziel, wenngleich es für Scott von großer Bedeutung war, eine möglichst hohe südliche Breite zu erreichen. Als Begleiter wählte er den als Arzt, Zoologen und Illustrator tätigen Edward Wilson sowie den Dritten Offizier Ernest Shackleton. Nach dem Aufbruch vom Basislager auf der Hut-Point-Halbinsel am 2. November 1902 erreichten die drei Männer am 30. Dezember noch rund 860 km vom Pol entfernt eine Breite von 82° 17′ S und übertrafen damit den vorherigen Südrekord Carsten Egeberg Borchgrevinks bei 78° 50′ S vom 16. Februar 1900 um etwa 385 km. Ihr Vorankommen wurde durch die fehlende Erfahrung im Umgang mit den Schlittenhunden und durch den Umstand, dass die Tiere an verdorbenem Futter erkrankten und schließlich allesamt zugrunde gingen, erheblich behindert. Der Rückweg, auf dem Scott, Wilson und Shackleton an Schneeblindheit, Erfrierungen und auch an Skorbut litten, wurde zu einem Wettlauf gegen Hunger und Kälte. Nach Scotts Darstellung erlitt Shackleton zwischenzeitlich einen „totalen [körperlichen] Zusammenbruch“, aufgrund dessen Scott seinen Untergebenen nach der Rückkehr zum Basislager am 4. Februar 1903 zur Heimreise zwang.

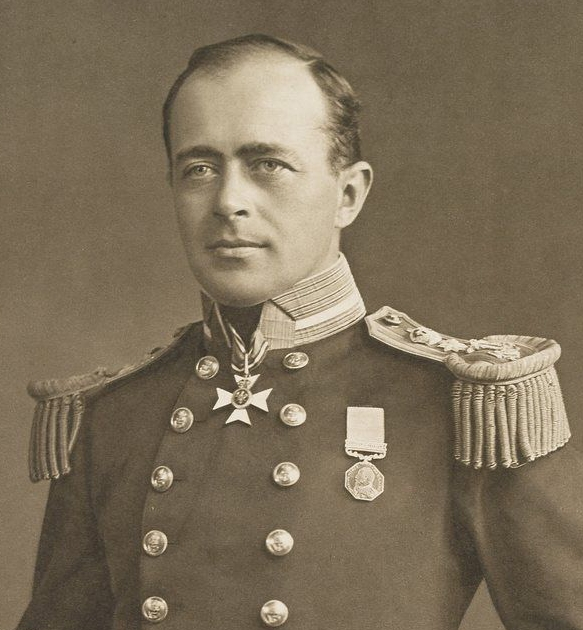
Scott in einer Paradeuniform der Royal Navy mit dem Royal Victorian Order und der Polarmedaille

Zum Ende der Expedition entsandte die Admiralität zwei Schiffe zur Befreiung der im McMurdo Sound vom Eis eingeschlossenen Discovery. Erst durch den Einsatz von Sprengstoff gelang es, das Expeditionsschiff am 16. Februar 1904 in freie Gewässer zu manövrieren. Nach den Erfahrungen während des Marsches nach Süden kam Scott zu der für ihn später folgenschweren Einschätzung, dass Schlittenhunde und Skier keine geeigneten Fortbewegungsmittel für Reisen in der Antarktis seien. Er bevorzugte das sogenannte Man-Hauling, bei dem die gesamte Nutzlast auf Schlitten durch eigene Körperkraft zu Fuß gezogen wird, da „keine Reise, die mit Hunden gemacht wird, je den ideellen Wert erreichen könnte, der auf sich allein gestellten Männern im Angesicht von Mühsal, Gefahr und Schwierigkeiten […] zukommt.“ Scotts stoisches Festhalten an militärisch geprägten Umgangsformen hatte zu Spannungen zwischen den zivilen und den von der Royal Navy abgestellten Expeditionsteilnehmern geführt, so dass am Ende der ersten Saison insbesondere zahlreiche Angehörige der Handelsmarine die Expedition verließen. Scott hatte auch seinem Stellvertreter Albert Armitage angeboten, im März 1903 nach Hause zurückzukehren. Armitage fasste dies als bewusste Provokation ihm gegenüber auf und lehnte das Angebot ab. In späteren Jahren vertrat er nachdrücklich die Ansicht, dass Scott Ernest Shackleton nicht wegen gesundheitlicher Probleme vorzeitig entlassen, sondern weil er Shackletons Führungsqualitäten und Beliebtheit bei anderen Expeditionsteilnehmern als eine Bedrohung seiner Autorität als Expeditionsleiter empfunden habe.

### Resonanz nach der Rückkehr
Der Empfang der Expeditionsteilnehmer in England durch die Royal Society und die Royal Geographical Society war anfangs sehr verhalten. Als die Discovery im September 1904 in London einlief, war kein Vertreter der beteiligten Gelehrtengesellschaften zur Begrüßung erschienen. Die Begeisterung und das Interesse in der britischen Öffentlichkeit waren dagegen enorm, so dass Scott und seinen Begleitern für die Errungenschaften der Expedition schließlich auch die Anerkennung von offizieller Seite zuteilwurde. Scott erhielt eine Vielzahl von Auszeichnungen und Ehrenmedaillen aus dem In- und Ausland. Bei einer Einladung auf Balmoral Castle ernannte ihn König Edward VII. zum Commander des Royal Victorian Order und in Frankreich wurde ihm das Offizierskreuz des Verdienstordens der Ehrenlegion verliehen. Die Royal Geographical Society überreichte ihm die Patron’s Medal in Gold, und die Admiralität stiftete für Scott und seine Mannschaft die Polarmedaille. Von der Royal Navy wurde Scott zum Captain befördert.

## Heirat und gesellschaftlicher Aufstieg

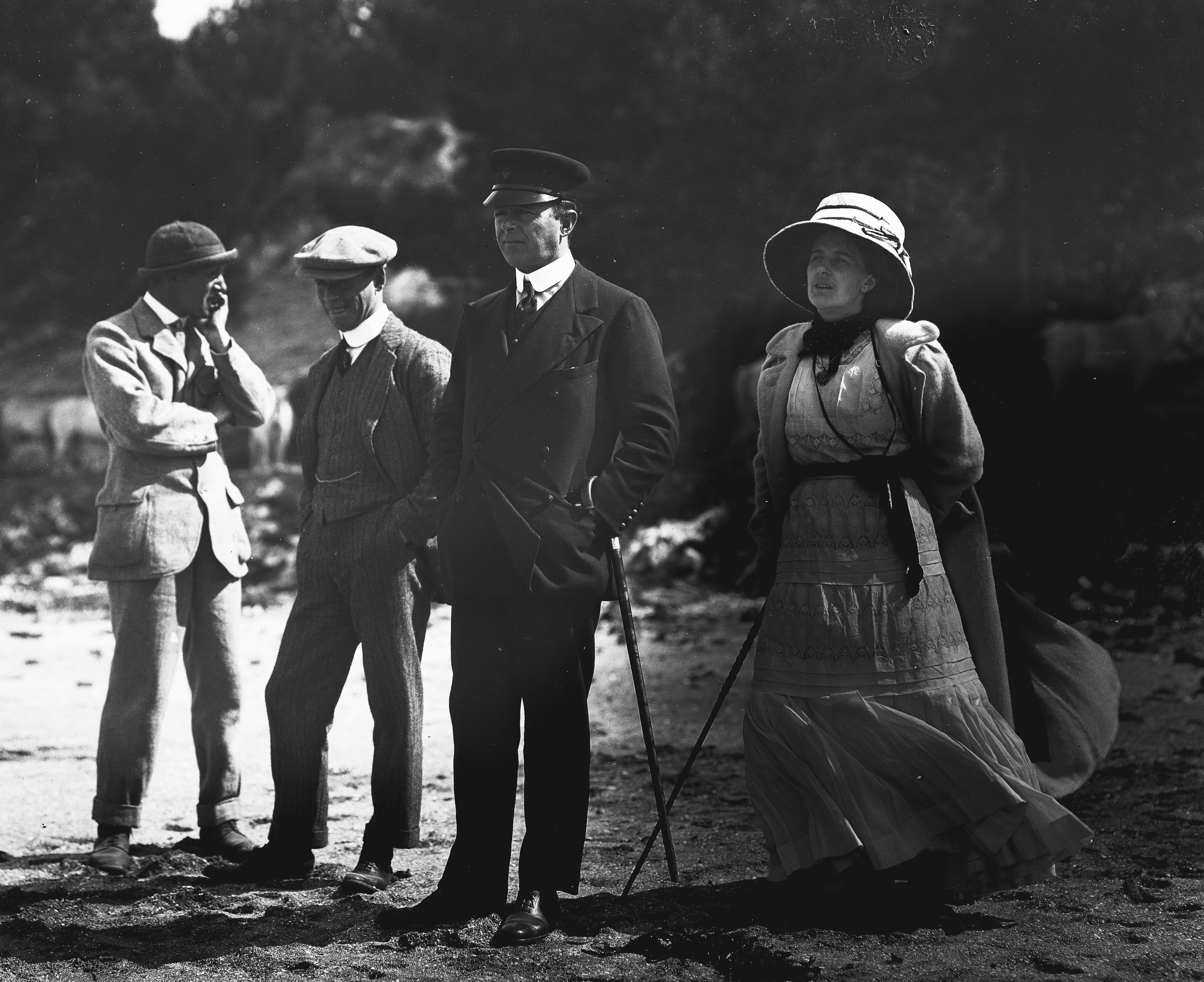
Scott (Mitte) mit seiner Frau Kathleen (rechts)

Seine durch die Discovery-Expedition erlangte Berühmtheit verschaffte Scott Zugang zu höheren Kreisen der Gesellschaft. Auf diese Weise lernte er im Frühjahr 1907 Kathleen Bruce kennen. Die zehn Jahre jüngere Frau war eine selbstbewusste, kosmopolitische Künstlerin, die als Schülerin Auguste Rodins die Bildhauerei erlernt hatte und zu deren Bekanntenkreis Picasso, Isadora Duncan und Aleister Crowley gehörten. Scott, inzwischen zum stellvertretenden Direktor des Nachrichtendienstes der britischen Admiralität aufgestiegen, fühlte sich zu der unabhängigen Frau hingezogen und hielt um ihre Hand an. Scott war jedoch nicht der einzige Bewerber, und seine Abwesenheit als Kapitän der HMS Victorious, des Flaggschiffs der Admiralität, erschwerte sein Ansinnen. Schließlich war sein Werben erfolgreich, und die Hochzeit fand am 2. September 1908 in der königlichen Kapelle von Hampton Court Palace statt. Im darauffolgenden Jahr wurde sein einziges Kind Peter Markham Scott geboren, dessen Paten Clements Markham und der mit Scott befreundete Autor James Barrie waren.

## Konflikt mit Shackleton (1904–1910)

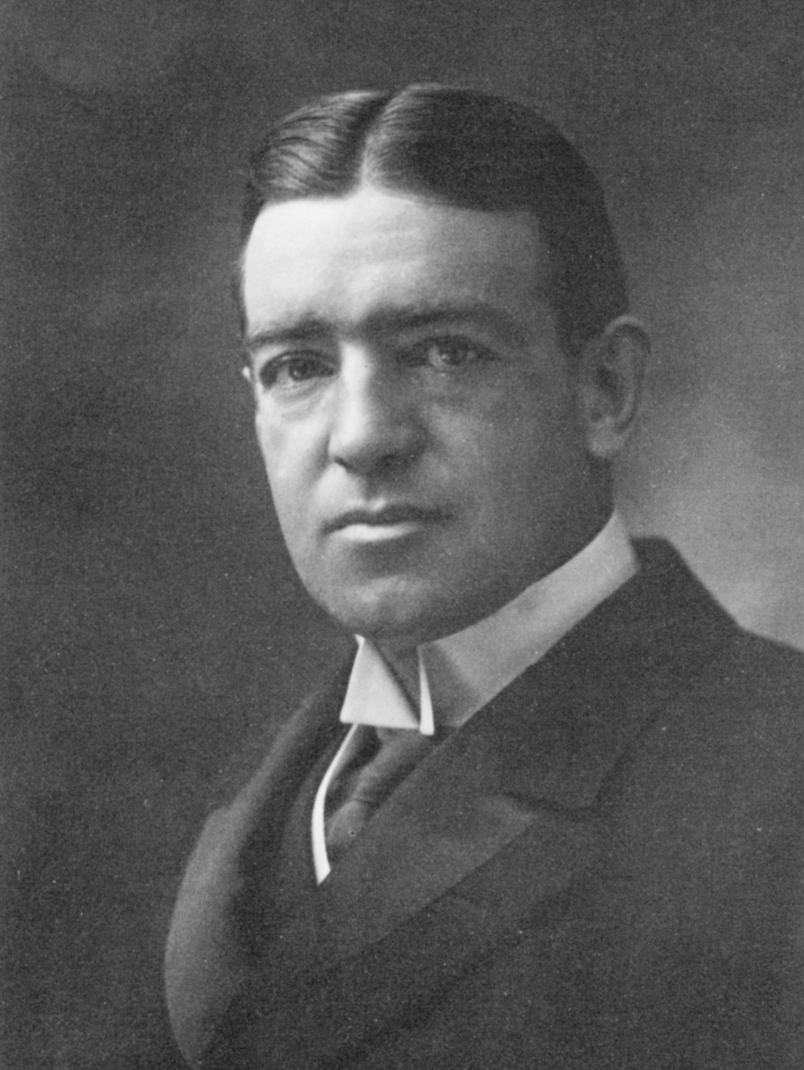
Ernest Shackleton, Scotts britischer Rivale im Wettstreit um den Südpol

In der ersten Zeit nach der Rückkehr von der Discovery-Expedition war Scott Gast zahlreicher Veranstaltungen, auf denen er die Ergebnisse der Forschungsreise präsentierte. Im November 1904 hielt er einen Vortrag in der überfüllten Royal Albert Hall. Sein im Oktober 1905 unter dem Titel The Voyage of the Discovery veröffentlichter Reisebericht wurde ein literarischer Erfolg, aber auch Anlass für fortgesetzte Meinungsverschiedenheiten zwischen ihm und Ernest Shackleton. Nach Scotts Darstellung musste Shackleton infolge seiner angegriffenen Gesundheit auf dem Rückweg vom Marsch nach Süden über große Strecken auf dem Transportschlitten gezogen werden. Vergleiche mit den Aufzeichnungen Edward Wilsons zeigen jedoch, dass dies nicht der Wahrheit entsprach. Scott bezeichnete seinen Dritten Offizier im Buch zudem mehrfach herablassend als „unser Invalide“ und vermittelte so den Eindruck, die eher enttäuschende erreichte südliche Breite sei in erster Linie Shackleton und seiner schlechten körperlichen Verfassung anzulasten. Beide Kontrahenten wählten in der Öffentlichkeit und in ihrer schriftlichen Korrespondenz zwar einen zurückhaltenden und respektvollen Umgangston, doch nach Ansicht einiger Biographen war Scotts Verhalten eine gezielte Demütigung Shackletons, dessen Haltung zu Scott seither von Verachtung und Abneigung geprägt war.
Im Januar 1907 wandte sich Scott mit Plänen für eine weitere Antarktisexpedition an die Royal Geographical Society. Wenig später wurde er von Shackletons Ankündigung in der Londoner Times vom 12. Februar 1907 überrascht, noch im selben Jahr zu einer Forschungsreise in die Antarktis aufzubrechen. Sie verfolgte das Ziel, erstmals bis zum Südpol vorzustoßen und dabei die Hütte der Discovery-Expedition auf der Hutpoint-Halbinsel als Basislager zu nutzen. Scott wandte sich in mehreren Briefen an Shackleton, um sein vermeintliches Vorrecht über die Region am McMurdo Sound geltend zu machen. Schließlich gelang ihm mit Unterstützung durch Edward Wilson, Shackleton das Versprechen abzutrotzen, sich vom McMurdo Sound fernzuhalten und stattdessen das Basislager östlich des 170. Längengrades zu errichten.
Als Scott erfuhr, dass sich Shackleton im Verlauf der Nimrod-Expedition (1907–1909) über die Vereinbarung hinweggesetzt hatte, war das Verhältnis zwischen beiden Männern endgültig zerrüttet. Scott beschimpfte Shackleton gegenüber einem Vertreter der Royal Geographical Society als „bekennenden Lügner“. Nach Shackletons Rückkehr nahm Scott nur widerstrebend „als Sklave seines Pflichtgefühls“, wie es der Bibliothekar der Royal Geographical Society Hugh Robert Mill (1861–1950) beschrieb, an den Begrüßungsfeierlichkeiten teil. Eine Tischrede während eines Empfangs im Savage Club im Juni 1909 für den beim Marsch zum Südpol denkbar knapp gescheiterten Rivalen nutzte Scott, um seine eigenen Ambitionen zu unterstreichen. In jedem Fall müsse ein Engländer als Erster am Pol sein, und er sei bereit, „sich dieses Themas anzunehmen.“ Doppeldeutig fügte er hinzu: „Jetzt bleibt mir nur noch, Mr. Shackleton dafür zu danken, dass er mir auf so anständige Weise den Weg gewiesen hat.“

## Terra-Nova-Expedition (1910–1913)

### Vorbereitungen

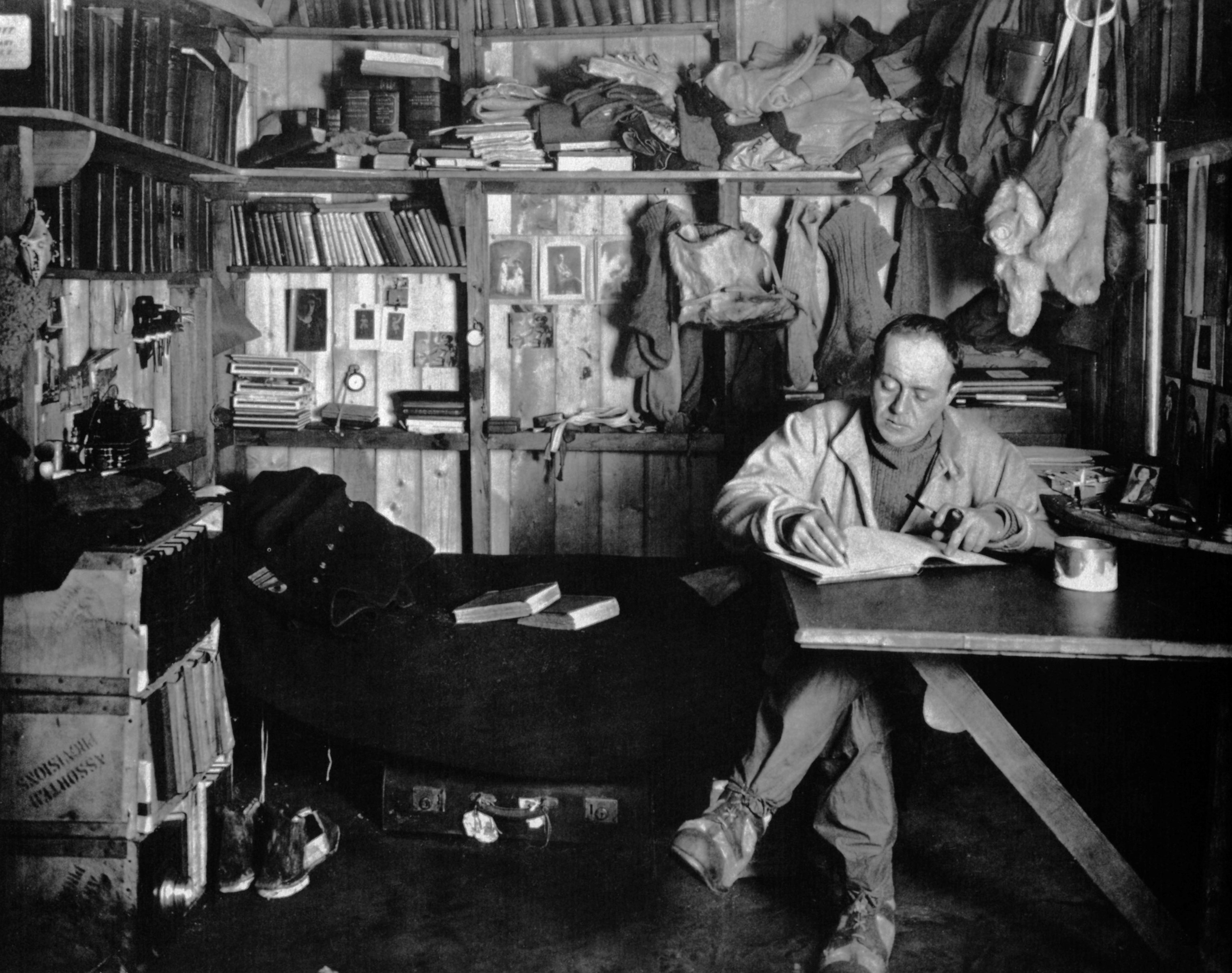
Scott in der Terra-Nova-Hütte am Kap Evans (fotografiert von Herbert Ponting am 7. Oktober 1911)

Obwohl seine zweite Antarktisexpedition auch wissenschaftliche Schwerpunkte hatte, bestand nach Scotts eigener Aussage das Ziel vor allem darin, „den Südpol zu erreichen und den Ruhm dieses Erfolgs dem British Empire zu sichern.“ Im Dezember 1909 ließ er sich auf halbem Sold aus dem Dienst bei der Royal Navy freistellen, um sich ganz den umfangreichen Vorbereitungen widmen zu können. Da sich weder die Royal Geographical Society noch die Royal Society an der Unternehmung beteiligten, war Scott auf private Geldgeber angewiesen. Um die erforderlichen 40.000 Pfund Sterling (inflationsbereinigt etwa 6,6 Mio. Euro) aufzutreiben, hielt Scott landesweit Vorträge und warb für sein Vorhaben, jedoch mit nur mäßigem Erfolg. Im Januar 1910 stellte ihm die britische Regierung die Hälfte der veranschlagten Summe bereit. Hierdurch verfügte er über genügend Mittel, um das Schiff Terra Nova, das der Expedition ihren Namen gab, zu erwerben und für die Forschungsreise auszustatten.
Nach Meinung des Historikers Beau Riffenburgh hatte Scotts Unternehmen „den Beigeschmack eines Shackleton-Abklatsches.“ Beim späteren Marsch zum Südpol wählte Scott exakt dieselbe Route wie Shackleton drei Jahre zuvor. In seinen Tagebuchaufzeichnungen finden sich zahllose Anspielungen auf Shackleton und Vergleiche von Strecken und Zeiten. Wie zuvor sein Rivale bei der Nimrod-Expedition, so setzte auch Scott bei der Wahl der Transportmittel auf eine Strategie, die aus Hunden, mandschurischen Ponys, Motorschlitten und dem Man-Hauling bestand, das nach Meinung Fridtjof Nansens nur eine sinnlose Plackerei war, die es um jeden Preis zu vermeiden galt. Auch wenn Scott selbst nichts von Pferden verstand, so ermutigte ihn Shackletons Erfolg dennoch zum Einsatz der Tiere. Sein erfahrener Hundespezialist Cecil Meares (1877–1937) reiste nach Sibirien, um Schlittenhunde zu erwerben. Obwohl Meares über keine Erfahrungen mit Pferden verfügte, wurde er von Scott beauftragt, dort gleichfalls Ponys für die Expedition zu kaufen. Meares kehrte mit in der Mehrzahl kränklichen Ponys zurück, die für einen längeren Aufenthalt in der Antarktis ungeeignet waren. Währenddessen hielt sich Scott zum Testen der Motorschlitten in Frankreich und Norwegen auf, wo er den Mechaniker Bernard Day, einen Experten für Verbrennungsmotoren, als weiteres Expeditionsmitglied anwarb. Sowohl Day als auch der Geologe Raymond Priestley, den Scott ebenfalls rekrutierte, waren zuvor Teilnehmer der Nimrod-Expedition unter Ernest Shackleton gewesen. Shackleton berücksichtigte weder Day noch Priestley bei seinen späteren Forschungsreisen, was als weiterer Hinweis für die Rivalität zwischen ihm und Scott gewertet wird.

### Erstes Jahr in der Antarktis

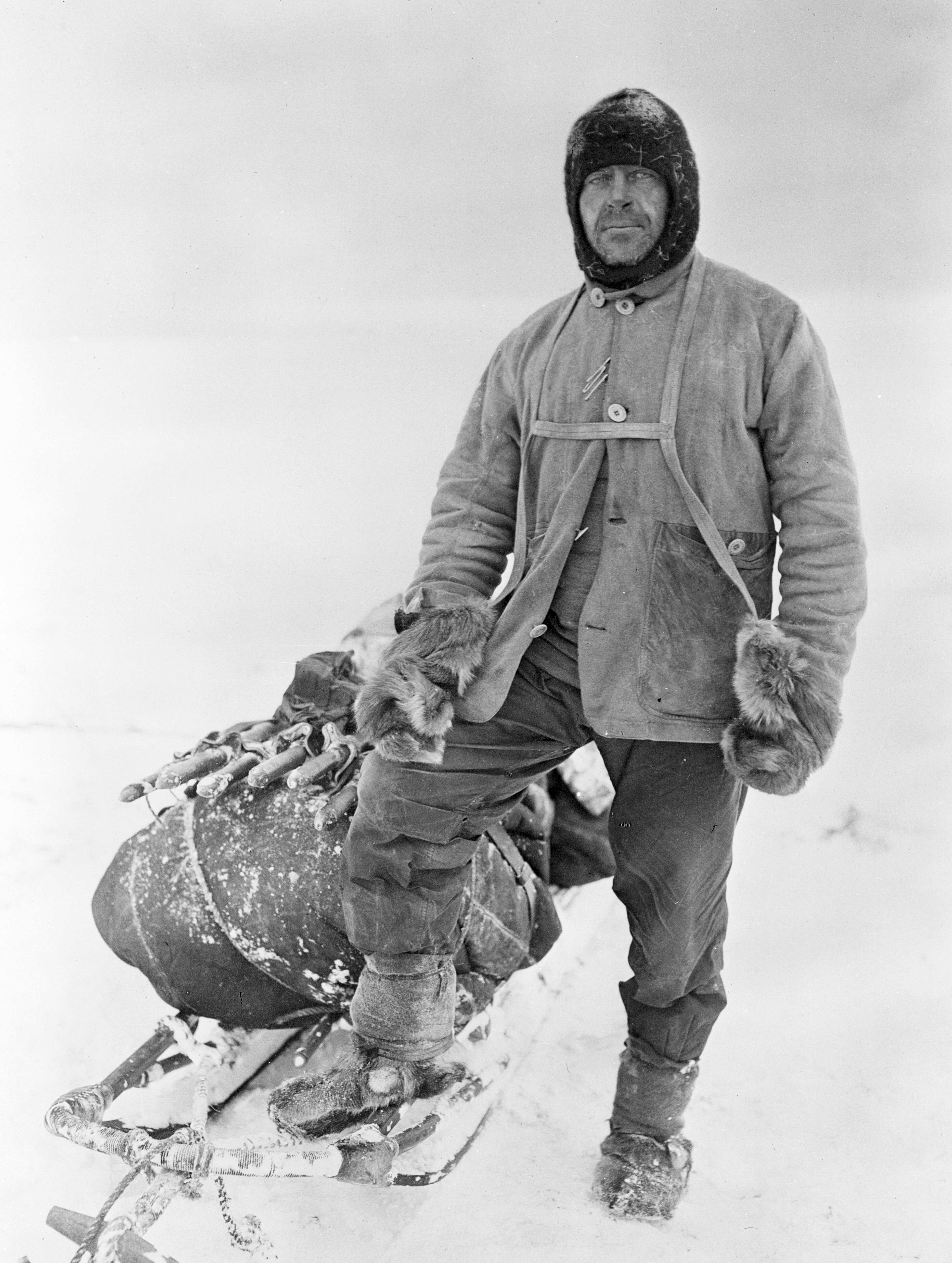
Scott in Polarkleidung vor einem Transportschlitten am 13. April 1911

Nachdem die Terra Nova Cardiff am 15. Juni 1910 verlassen hatte, erreichte sie nach einem Zwischenaufenthalt im südafrikanischen Simon’s Town am 12. Oktober Melbourne. Dort verließ Scott das Schiff, um weitere finanzielle Unterstützung für die Expedition einzuwerben, während die Terra-Nova ihre Reise nach Neuseeland fortsetzte. Noch am selben Abend erhielt Scott ein besorgniserregendes Telegramm aus Madeira. Mit der kurzen Nachricht “Beg leave to inform you Fram proceeding Antarctic.” (frei übersetzt: „Möchte Sie darüber informieren, dass die Fram zur Antarktis weiterfährt.“) forderte ihn völlig überraschend der Norweger Roald Amundsen zum Wettlauf zum Südpol heraus. Der nach der Darstellung der Autorin Diana Preston „skrupellos ehrgeizige“ Amundsen hatte kurzerhand und ohne die Öffentlichkeit zu informieren seine ursprünglichen Pläne einer Nordpol-Expedition geändert, nachdem im September 1909 die Nachricht um die Welt gegangen war, der Nordpol sei bereits (vermeintlich durch Frederick Cook oder Robert Edwin Peary) erreicht worden. Als die Presse ihn nach einer Reaktion auf Amundsens Herausforderung befragte, bekräftigte Scott, seine ursprünglichen Absichten nicht zu ändern. Er werde versuchen, zum Südpol zu gelangen, jedoch nicht zu Lasten der wissenschaftlichen Ziele seiner Expedition. So fuhren er und seine 64-köpfige Mannschaft mit 19 Ponys, 33 Hunden und drei Motorschlitten an Bord der Terra Nova am 29. November 1910 vom neuseeländischen Port Chalmers Richtung Süden.
Die Expedition hatte mit erheblichen Schwierigkeiten zu kämpfen. Auf der Reise zum antarktischen Kontinent geriet die Terra Nova zunächst in schwere See, zahlreiche Expeditionsteilnehmer litten unter Seekrankheit, das Schiff drohte mit Meerwasser vollzulaufen, und auch die Tiere wurden in Mitleidenschaft gezogen. Am 7. Dezember stieß man bereits weit nördlich des südlichen Polarkreises in der Nähe der Scott-Insel auf erstes Packeis, welches das Schiff schließlich für 20 Tage gefangen hielt und die Ruderanlage beschädigte. Hierdurch verzögerte sich die Ankunft auf der Ross-Insel empfindlich, so dass nur wenig Zeit für die Vorbereitungsarbeiten bis zum antarktischen Winter verblieb. Schon während der Anlandung am Kap Evans im Januar 1911 verlor Scott den ersten Motorschlitten, nachdem dieser durch eine zu dünne Eisdecke gebrochen und im Meer versunken war. Schlechtes Wetter und die nur unzureichend an diese Bedingungen angepassten Ponys sorgten schließlich auch dafür, dass eines der wichtigsten Materialdepots für den Südpolmarsch rund 59 km weiter nördlich als ursprünglich geplant angelegt wurde. Scott hatte den Vorschlag des für die Ponys verantwortlichen Lawrence Oates abgelehnt, einen Teil der Tiere als Nahrungsvorrat zu töten und das sogenannte One Ton Depot auf eine südlichere Breite von 80° S vorzuverlegen. Oates soll zu Scott gesagt haben: „Sir, ich fürchte, Sie werden es noch bereuen, meinen Rat nicht anzunehmen.“ Sechs Pferde starben während des desaströsen Rückmarsches zum Basislager. Nach Ankunft auf der Hutpoint-Halbinsel Ende Februar 1911 erfuhr Scott, dass Amundsen sein Quartier etwa 680 km weiter östlich in der Bucht der Wale aufgeschlagen hatte.
Scott lehnte es dennoch ab, seinen Zeitplan zu ändern. „Der bessere und auch zugleich klügere Weg für uns ist, weiterzumachen, als wäre nichts geschehen.“ Ihm war bewusst, dass Amundsens Lager rund 110 km näher zum Südpol lag und die Norweger ausgewiesene Experten im Umgang mit Schlittenhunden waren. Er selbst hatte jedoch im Gegensatz zu seinem Kontrahenten den Vorteil, über eine bekannte Route zum Südpol vordringen zu wollen. Und so stieg Scotts Zuversicht im Verlauf des Winters 1911. Am 2. August notierte er nach Rückkehr einer dreiköpfigen Mannschaft vom erfolgreichen Wintermarsch zum Kap Crozier: „Ich bin sicher, dass wir so nah an der Vollkommenheit sind, wie sie nur die Erfahrung zulässt.“

### Marsch zum Südpol

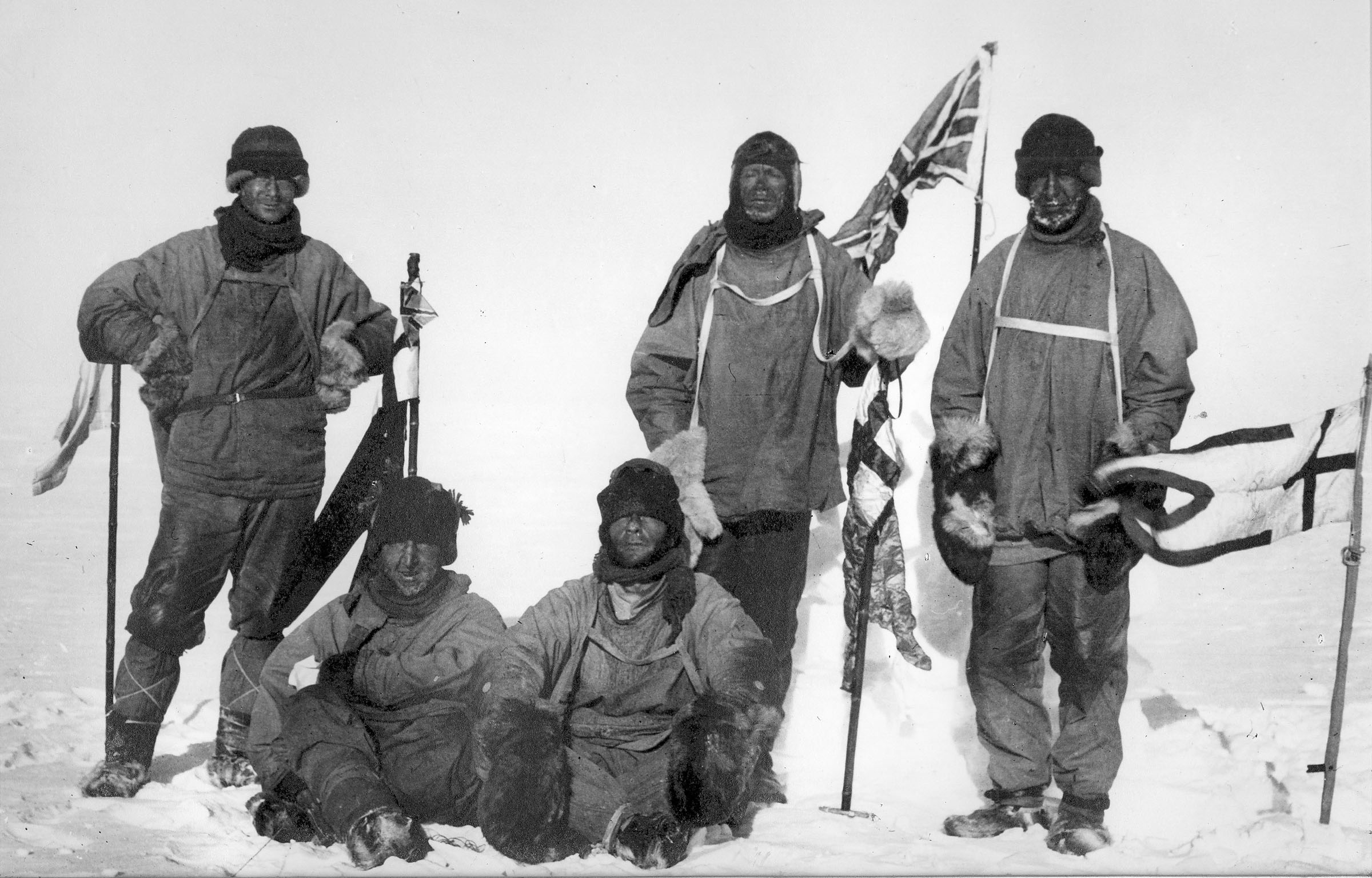
Wilson, Bowers, Evans, Scott und Oates (v. l. n. r.) nach ihrer Ankunft am Südpol am 18. Januar 1912

Der Marsch zum Südpol begann am 1. November 1911. Scotts Tross setzte sich aus 16 Männern mit Motorschlitten, Hunden und Ponys für den Transport von Ausrüstung und Versorgungsgütern zusammen. Ihre Aufgabe bestand darin, einer Gruppe von vier Männern den Vorstoß zum Südpol zu ermöglichen. Scott hatte seine Pläne der gesamten Landungsmannschaft unterbreitet, ohne jedoch konkrete Aufgabenverteilungen vorzunehmen. Folglich war keinem seiner Begleiter bekannt, wer außer Scott zur Südpolgruppe gehören würde. Ferner übermittelte Scott – den Schilderungen einiger Expeditionsteilnehmer und der Darstellung der Mehrheit der Scott-Biographen folgend – im Verlauf des Marsches einige widersprüchliche Anweisungen an das Basislager. So blieb offenbar unklar, ob die zurückkehrenden Schlittenhundegespanne in erster Linie für spätere wissenschaftliche Erkundungsmärsche geschont oder gemäß einer bereits vorab durch Scott schriftlich abgefassten Verfügung zur Unterstützung der heimkehrenden Südpolgruppe verwendet werden sollten. Schlussendlich vermied es die Mannschaft am Kap Evans, mit den Hunden einen gezielten Vorstoß zur Rettung der in Not geratenen Südpolgruppe zu unternehmen.
Die Zahl der nach Süden marschierenden Expeditionsteilnehmer, die wegen widriger Wetterbedingungen und des frühzeitigen Ausfalls der Motorschlitten und Ponys nur langsam vorankamen, reduzierte sich nach und nach, weil einzelne Unterstützungsgruppen planmäßig zum Basislager zurückkehrten. Am 3. Januar 1912 schließlich erreichten die letzten beiden Vierergruppen eine Breite von 87° 32′ S. Hier gab Scott seine Entscheidung bekannt, zu fünft statt zu viert, gemeinsam mit Edward Wilson, Lawrence Oates, Edgar Evans und Henry Bowers den Weg zum Südpol zu vollenden, während Thomas Crean, William Lashly und Scotts Stellvertreter Edward Evans ihre Hoffnungen aufgeben und zum Kap Evans umkehren mussten.
Den Südpol erreichten Scott und seine Männer schließlich am 18. Januar. Am Ziel stellten sie fest, dass Roald Amundsen und vier Begleiter bereits fünf Wochen zuvor dort eingetroffen waren. Seine verzweifelte Enttäuschung angesichts der Niederlage hielt Scott im Tagebuch fest: „Das Schlimmste ist eingetreten […] Alle [meine] Träume sind dahin […] Großer Gott! dies ist ein schrecklicher Ort […].“

### Tod auf dem Rückweg

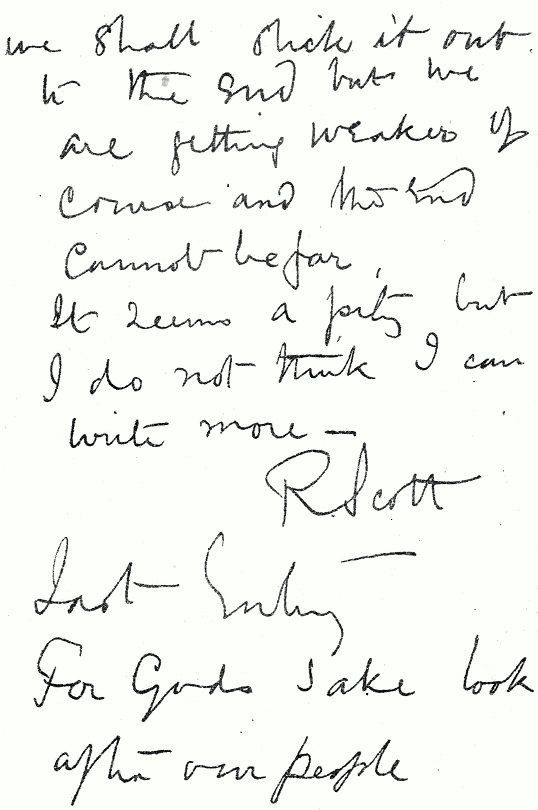
Letzter Eintrag Scotts in sein Expeditionstagebuch vom 29. März 1912

Die Männer der Südpolgruppe machten sich am 19. Januar 1912 auf den mehr als 1300 km langen Rückweg zum Basislager am Kap Evans. Zwei Tage zuvor hatte Scott – bereits im Bewusstsein seiner Niederlage, jedoch noch in Unkenntnis über den Vorsprung Amundsens – die Hoffnung geäußert, den Norwegern den Sieg noch streitig machen zu können, als er in sein Tagebuch notierte: „Nun der Heimweg und ein verzweifelter Kampf, die Nachricht [vom Erreichen des Südpols] zuerst [vor Amundsen] durchzubringen. Ich frage mich, ob wir es schaffen können.“ Zunächst kamen sie trotz schlechten Wetters mit eisigen Temperaturen (laut Scotts Aufzeichnungen lagen diese bei bis zu −30 °F bzw. −34 °C) gut voran. Bereits am 7. Februar hatten sie 500 km bis zum oberen Rand des Beardmore-Gletschers im Transantarktischen Gebirge zurückgelegt und begannen mit dem 160 km langen Abstieg über den Gletscher zum Ross-Schelfeis. Der Gesundheitszustand von Edgar Evans hatte sich jedoch laut Scotts Notizen seit dem 23. Januar rasch verschlechtert. Nach einem Sturz in eine Eisspalte am 4. Februar war Evans „ziemlich abgestumpft und unfähig.“ Am 17. Februar fiel Evans nach einem weiteren Sturz am Fuß des Gletschers ins Koma und starb noch am selben Tag vermutlich an einer Hirnverletzung. Zum Tod von Evans notierte Scott: „Es ist eine furchtbare Sache, auf diese Weise einen Kameraden zu verlieren, doch bei nüchterner Betrachtung hätte es angesichts der schrecklichen Sorgen der letzten Wochen kein besseres Ende geben können.“
Vor den übrigen vier Männern lagen noch mehr als 660 km Wegstrecke über das Ross-Schelfeis, doch die Aussichten verschlechterten sich immer mehr. Geplagt von stürmischem Wetter mit sinkenden Temperaturen, schweren Erfrierungen, Schneeblindheit, Hunger und Erschöpfung kämpften sie sich nur noch langsam voran. Am 17. März setzte Lawrence Oates, der durch das Aufbrechen einer alten Beinverletzung und erfrorenen Füßen kaum noch in der Lage war zu gehen, seinem Leben ein Ende. Während eines Blizzards verließ er das Zelt mit den Worten: „Ich gehe nur nach draußen und bleibe dort für eine Weile.“ Scott war zu diesem Zeitpunkt bereits bewusst, dass er, Wilson und Bowers ebenfalls nicht überleben würden, als er in sein Tagebuch schrieb: „[…] es war die Tat eines mutigen Mannes und eines englischen Gentleman. Wir alle hoffen, dem Ende mit gleicher Haltung zu begegnen, und das Ende ist sicherlich nicht [mehr] fern.“
Scott, Wilson und Bowers mühten sich noch 20 km weiter nach Norden, bis sie am 19. März ihr letztes Lager aufschlugen. Dieses lag nur 21 km südlich des wichtigen One Ton Depot, dessen ursprünglich weiter südlich vorgesehene Position die Männer bereits um 38 km überschritten hatten. Ein anhaltender Schneesturm hielt sie jedoch im Zelt gefangen. In den verbleibenden Tagen, als die restlichen Nahrungs- und Brennstoffvorräte zur Neige gingen, nahm Scott die letzten Einträge in sein Tagebuch vor. Die Aufzeichnungen enden am 29. März 1912 mit den Worten: „Letzter Eintrag. Um Gottes Willen, kümmert Euch um unsere Leute.“

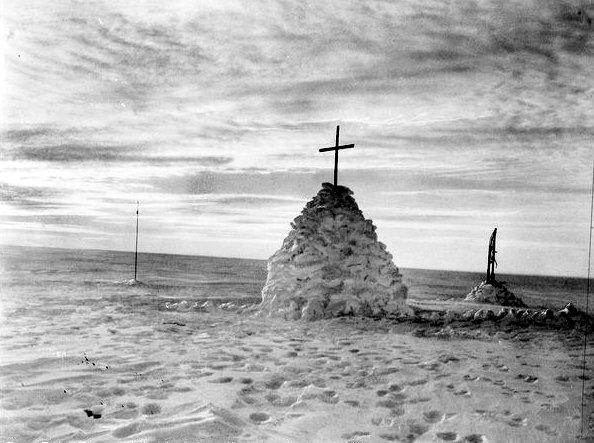
Das Grab von Scott, Wilson und Bowers auf dem Ross-Schelfeis bei 79° 40’ S

Scott hinterließ eine Reihe von Abschiedsbriefen an Edward Wilsons Frau, an die Mutter von Henry Bowers, an einige seiner Freunde und seine Vorgesetzten bei der Royal Navy, sowie an seine Mutter Hannah und seine Frau Kathleen. Er verfasste zudem die „Nachricht an die Öffentlichkeit“, die in erster Linie eine Rechtfertigung für Organisation und Leitung der Expedition war und in der Scott die Wetterbedingungen und andere unglückliche Umstände für das katastrophale Scheitern seines Südpolmarsches verantwortlich machte. Der Text endet in einer für Scott typischen, pathetischen Anmerkung:

„Wir haben Risiken auf uns genommen, [und] wir wussten, dass wir sie auf uns nahmen; die Dinge haben sich gegen uns gewendet, und deshalb gibt es keinen Grund zur Klage für uns, stattdessen sich dem Schicksal zu fügen und die Pflicht zu erfüllen, bis zum Ende das Beste zu tun. […] Hätten wir gelebt [überlebt], hätte ich eine Geschichte zu erzählen über Kühnheit, Ausdauer und Mut meiner Kameraden, die das Herz eines jeden Engländers rühren würde. Diese wenigen Zeilen und unsere toten Körper müssen [nun] die Geschichte erzählen, doch sicher, sicher wird unser großes und reiches Vaterland darauf achten, dass die auf uns Angewiesenen in ausreichendem Maß versorgt sind.“

Man nimmt an, dass Scott als letzter der drei Männer am Tag seines letzten Tagebucheintrags oder kurz darauf verstarb. Ein Suchtrupp stieß am 12. November 1912 auf das letzte Lager der Südpolgruppe. Scotts Leichnam wurde so angetroffen, dass ein Arm um Wilson geschlungen war. Die drei toten Männer wurden mit der äußeren Zeltplane bedeckt und über ihnen ein hoher Schneehügel errichtet, der von zwei aufgerichteten Transportschlitten flankiert wurde und auf dessen Spitze ein aus Skibrettern angefertigtes Holzkreuz stand.
Das Grab von Scott, Wilson und Bowers liegt heute unter Eis, und die Position ist nur ungefähr bekannt. Nach Berechnungen des Geophysikers Charles Bentley werden die drei Toten durch die Gletscherdrift um das Jahr 2275 den Nordrand des Ross-Schelfeises erreichen und dort möglicherweise in einem Eisberg ins Rossmeer entlassen.

## Nachwirkungen
Unmittelbar vor der Abreise von der Ross-Insel errichteten acht Expeditionsmitglieder unter Führung von Edward Atkinson zwischen dem 20. und 22. Januar 1913 ein vom Schiffszimmermann angefertigtes hölzernes Gedenkkreuz auf dem Observation Hill am Hut-Point, in das die Namen der fünf Toten und ein Zitat aus Alfred Tennysons Gedicht Ulysses eingraviert sind: „Streben, suchen, finden und nicht aufgeben.“

### Heldenverehrung

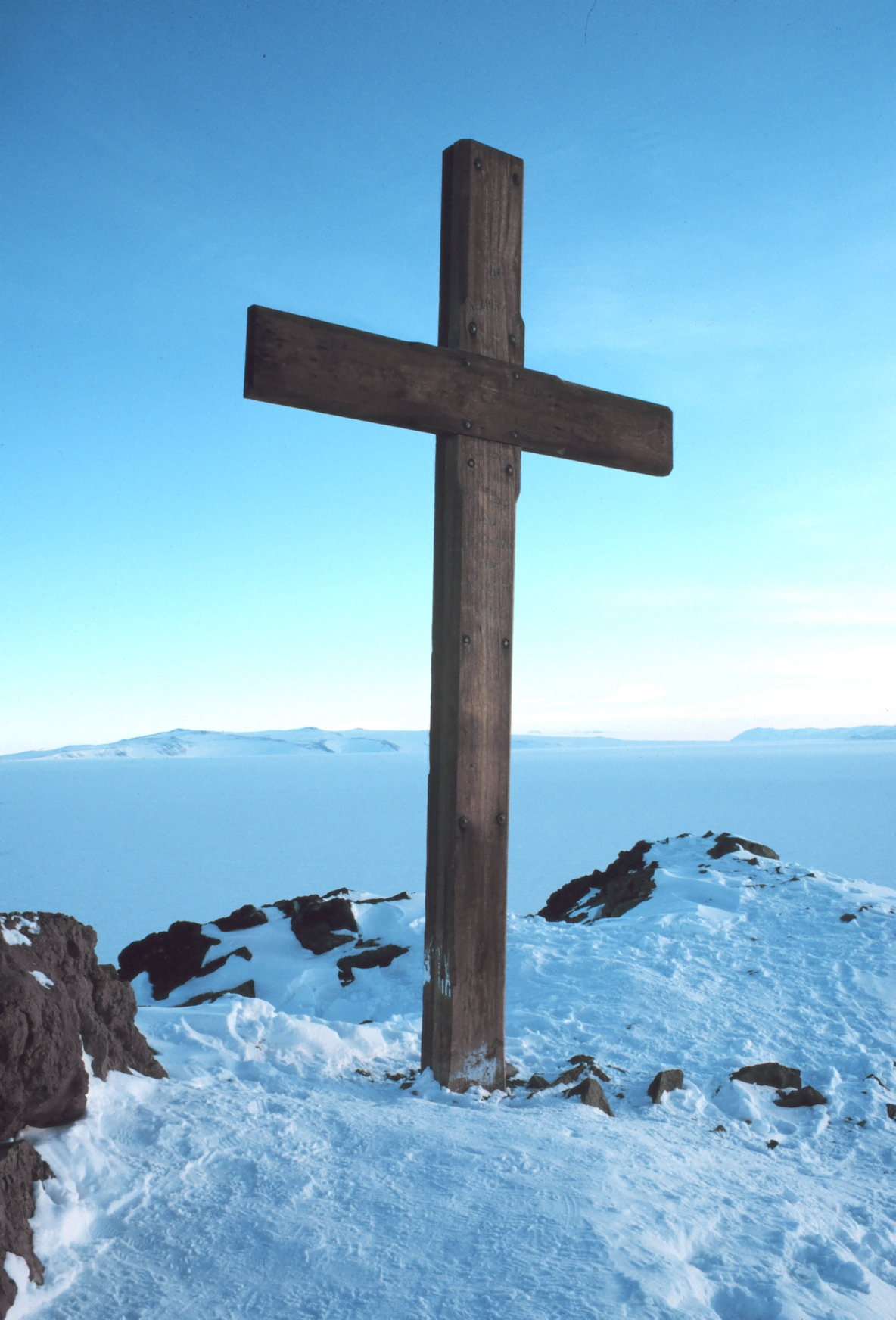
Gedenkkreuz für Scott und seine vier toten Kameraden auf dem Observation Hill

Als die Terra Nova am 10. Februar 1913 im neuseeländischen Oamaru eintraf, ging die Nachricht vom Tod Scotts und seiner vier Begleiter um die Welt. Begünstigt durch einen glorifizierenden Nationalismus, der im Vereinigten Königreich durch den zunehmenden Machtverlust des Britischen Weltreichs in den Jahren vor dem Ersten Weltkrieg aufkeimte, erlangte Scott binnen weniger Tage den Status eines Nationalhelden. Anlässlich eines Gedenkgottesdienstes in der St.-Pauls-Kathedrale am 14. Februar rief die in London erscheinende Zeitung Evening News unter der Schlagzeile „Lasst uns den Kindern erzählen, wie Engländer sterben“ dazu auf, Scotts Geschichte gleichzeitig in Schulen landesweit vorzutragen. Auch in einer Vielzahl weiterer britischer Presseorgane wurde er mit Lobpreisungen und Ehrerbietungen bedacht. Herbert Beerbohm Tree, Gründer der Royal Academy of Dramatic Art, regte die Errichtung eines Pantheons für Scott und seine Begleiter an.
Die internationale Presse übernahm vielfach den britischen Duktus. So schrieb beispielsweise die New York Times anlässlich der Veröffentlichung erster Auszüge aus Scotts Expeditionstagebuch, es handele sich um einen Bericht, „[…] der jedes Herz erregt, das sich durch Geschichten von Heldentum und Leiden erregen lässt […].“
Die Londoner Times war in jenen Tagen die einzige britische Zeitung, die eine Unverhältnismäßigkeit in der öffentlichen Wahrnehmung feststellte. In einem Artikel vom 13. Februar 1913 wurde als Reaktion auf die verherrlichenden Darstellungen die Vermutung angestellt, dass sowohl Amundsen als auch Scott erstaunt darüber gewesen wären, „zu hören, dass ein solches Desaster in der Lage ist, einer gut organisierten Expedition den Rang abzulaufen.“
Die Leistungen Amundsens traten angesichts der postumen Heldenverehrung für Scott in den Hintergrund. Die Geschichte des erstmaligen Erreichens des Südpols war in den Augen der Öffentlichkeit in erster Linie die Geschichte Scotts, dessen emotionale Rhetorik größeren Anklang fand als die nüchterne Darstellung der Ereignisse durch Amundsen im Reisebericht The South Pole. Das Buch Scott’s Last Expedition, das überwiegend auf Scotts Expeditionstagebuch basiert, wurde ein internationaler Bestseller; Amundsens Sieg im Wettlauf zum Südpol hingegen wurde speziell in Scotts Heimat als hinterlistige „Unsportlichkeit“ aufgefasst. Amundsen sah sich angesichts der ihm entgegengebrachten Missgunst und der im Gegenzug enormen Popularität seines verstorbenen britischen Widersachers zu der Aussage genötigt: „Mit Freuden würde ich auf Ruhm und Geld verzichten, wenn ich damit Scott vor seinem furchtbaren Tod hätte bewahren können.“ Bereits vor Bekanntwerden von Scotts Schicksal ließ der Präsident der Royal Geographical Society Lord Curzon den von der erfolgreichen Südpolexpedition zurückgekehrten Amundsen seine Geringschätzung spüren. Bei einem Empfang am 15. November 1912 in London rief Curzon bei einem Trinkspruch aus: „Ich wünschte beinahe, wir könnten in unsere anerkennende Bewunderung jene wunderbar gutmütigen […] Hunde […] einschließen, ohne die Kapitän Amundsen den Pol niemals hätte erreichen können. […] deshalb […] ein dreifaches Hoch auf die Hunde.“ Diese nach Amundsens Auffassung „spärlich verhüllte Beleidigung“ soll den norwegischen Polarforscher dazu bewogen haben, seine Ehrenmitgliedschaft bei der Royal Geographical Society niederzulegen.
Die überlebenden Expeditionsteilnehmer wurden nach ihrer Rückkehr mit Auszeichnungen, wie zum Beispiel der Polarmedaille, und bei Angehörigen der Royal Navy in Form von Beförderungen geehrt. Anstelle eines für Scott vorgesehenen Ritterschlags wurden seiner Frau Kathleen Rang und Privilegien der Witwe eines Knight Commander des Order of the Bath zugesprochen. Im Jahr 1922 heiratete sie den späteren Baron Kennet Edward Hilton Young, engagierte sich aber bis zu ihrem Tod im Jahr 1947 für das Ansehen ihres ersten Ehemanns.
Scotts Aufruf in der „Nachricht an die Öffentlichkeit“, sich um die Hinterbliebenen zu kümmern, fand großen Zuspruch. Eine unter seinem Namen ins Leben gerufene Stiftung sammelte insgesamt 75.000 Pfund an Spendengeldern. Davon gingen 18.000 Pfund an die Familie Scott. Zu den namentlich bekannten Spendern zählten unter anderen Freimaurerlogen, deren Mitglied der Polarforscher seit 1901 gewesen war.
Allein in Großbritannien wurden für Scott in den folgenden Jahrzehnten mehr als 30 Denkmäler, Statuen und ein Kirchenfenster angefertigt. Letzteres entstand auf Veranlassung von Scotts Schwager, Pastor Lloyd Harvey Bruce (1868–1924), in der St Peter’s Church der Ortschaft Binton, Warwickshire. Auch die Gründung des Scott Polar Research Institute der Universität Cambridge sollte an ihn erinnern. Zahlreiche weitere Denkmäler wurden in anderen Teilen der Welt errichtet, darunter die bekannte Statue im neuseeländischen Christchurch, die von seiner Frau Kathleen geschaffen wurde. 1948 wurde ihm im Film Scotts letzte Fahrt mit John Mills in der Hauptrolle auch ein cineastisches Denkmal gesetzt. Die 1957 errichtete Amundsen-Scott-Südpolstation trägt genauso seinen Namen wie die neuseeländische Station Scott Base auf der Ross-Insel. Neben diesen ist Scott Namensgeber einer Reihe weiterer geographischer Objekte in der Antarktis, ebenso wie für den unweit des Mondsüdpols gelegenen Mondkrater Scott und für eine der beiden Deep-Space-2-Sonden der NASA. 1963 verarbeitete Wolfgang Weyrauch das Schicksal Scotts und seiner Kameraden in dem Hörspiel Das grüne Zelt.

### Neubewertungen

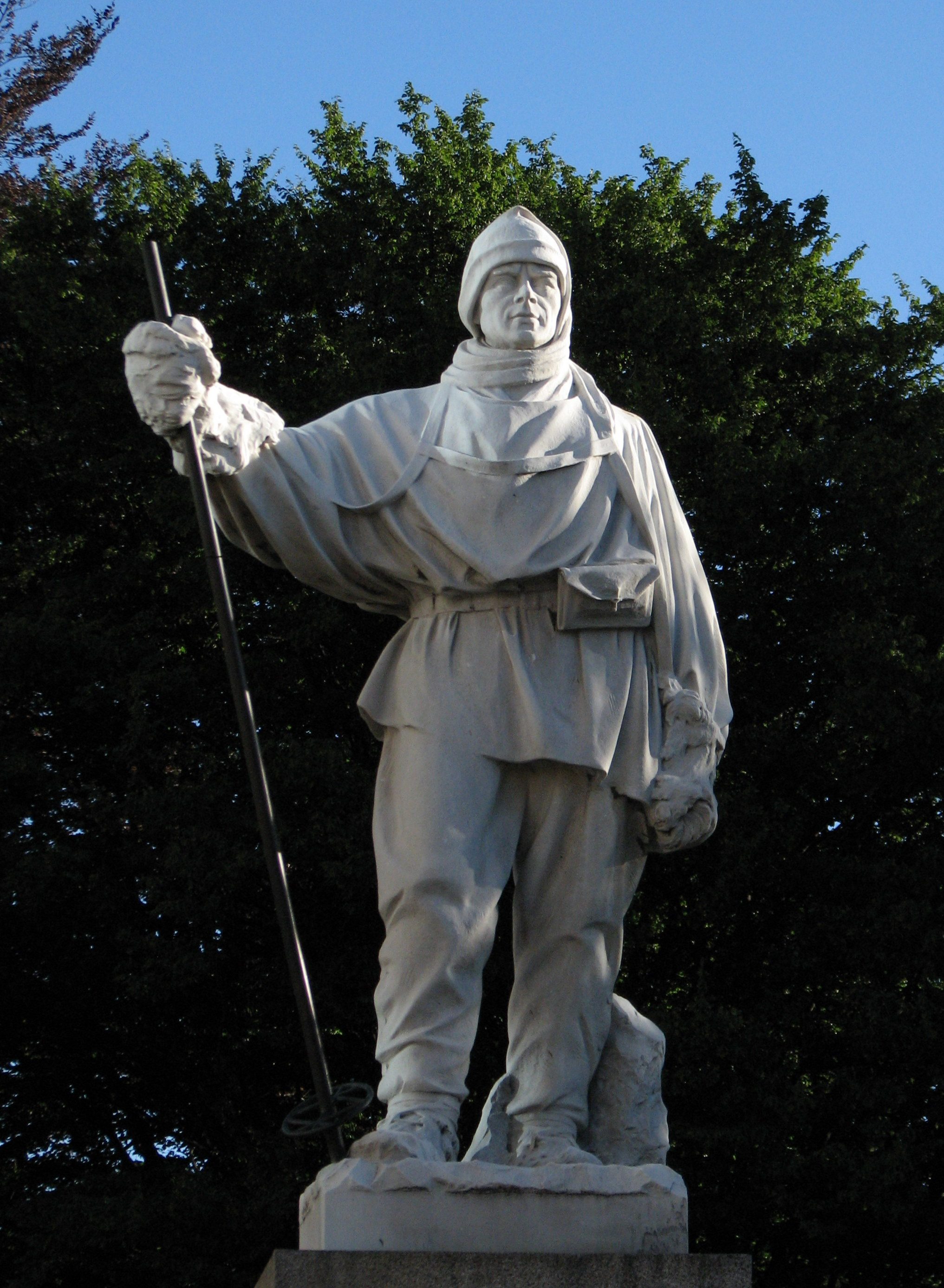
Scott-Statue in Christchurch (geschaffen von seiner Frau Kathleen)

Scotts Ruf als ein die typisch britischen Tugenden verkörpernder Nationalheld blieb über 50 Jahre lang erhalten. Dies änderte sich ab 1966, als der Scott-Biograph Reginald Pound (1894–1991), dem Einblick in Scotts Originalaufzeichnungen gewährt wurde, in seinem Buch Scott of the Antarctic erstmals persönliches Fehlverhalten beim Polarforscher aufdeckte. Pound hielt jedoch gleichfalls an der Heldenverehrung fest, indem er Scott „einen brillanten Verstand, der sich durch nichts unterwerfen ließ“ attestierte. In den nächsten zehn Jahren erschienen weitere Bücher, in denen Scotts bisherige Reputation jeweils bis zu einem gewissen Grad in Frage gestellt wurde. Die bis dahin schärfste Kritik übte David Thomson in seinem Buch Scott’s Men von 1977. Scott sei „zumindest bis kurz vor seinem Tod“ keinesfalls die herausragende Persönlichkeit gewesen, zu der ihn Presse und Öffentlichkeit gemacht hatten. Thomson bezeichnete Scotts Expeditionsvorbereitungen als „planlos“ und „fehlerhaft“; seinem Führungsstil habe es am nötigen Weitblick gefehlt. Laut dem Autor Max Jones wurde in diesen Jahren „Scotts vielschichtiger Charakter enthüllt und seine Methoden hinterfragt.“
Die Kritik gipfelte in der 1979 erschienenen Doppelbiographie Scott and Amundsen, in welcher Roland Huntford mit dem „heldenhaften Stümper“ abrechnete. Scotts „Nachricht an die Öffentlichkeit“ sei nur die trügerische Selbstrechtfertigung eines Mannes gewesen, der sich und seine Kameraden in den Tod geführt habe. Von da an wurden fast ausschließlich negative Enthüllungen über Scott veröffentlicht. Der britische Autor Francis Spufford schlussfolgerte angesichts „niederschmetternder Beweise von Pfuscherei“, Scott habe „seine Gefährten dem Untergang geweiht und seine Spuren mit Phrasendreschereien verwischt.“ Paul Theroux bezeichnete ihn zusammenfassend als „verworren und mutlos […] ein Mysterium für seine Männer, unvorbereitet und ein Nichtskönner […] in ständiger Selbstinszenierung.“
Die Urteile über Scott bezogen sich im Wesentlichen auf die Ereignisse bei der Terra-Nova-Expedition. Folgende Kritikpunkte wurden dabei hauptsächlich genannt:
- Versagen bei der Organisation einer effektiven Transportstrategie: Scott schlug alle Ratschläge aus, die Hunde als unersetzliche Zugtiere empfahlen. Er verwendete stattdessen unzureichend getestete Transportmittel wie Motorschlitten und Ponys sowie als fest einkalkulierten Teil das Ziehen der Lasten durch die Männer, was äußerst kräftezehrend war und die Geschwindigkeit beim Vorankommen herabsetzte.
- Fehlendes Urteilsvermögen und mangelhafte Menschenkenntnis: Scott wurde bei der Auswahl seiner Begleiter eine bestimmte Form von Nepotismus vorgeworfen, in der persönliche Vorlieben mehr zählten als praktische Fähigkeiten oder die körperliche Eignung.
- Zusammenbruch der Logistik beim Vorstoß zum Südpol: Scotts Entscheidung, Henry Bowers als zusätzlichen Begleiter zu wählen, habe die Südpolgruppe hinsichtlich der Versorgung mit ausreichend Lebensmitteln und Brennstoff von Beginn an geschwächt.
- Kommunikationsdefizite: Scott habe missverständliche und widersprüchliche Order zum Gebrauch der Schlittenhunde ausgegeben, was eine Rettung der in Not geratenen Südpolgruppe verhinderte.
- Missmanagement in der Expeditionsführung: Dies betrifft die Errichtung des One Ton Depot auf einer geringeren als der ursprünglich geplanten südlichen Breite, die leichtfertige Gefährdung einzelner Expeditionsteilnehmer (namentlich Wilson und Bowers) durch deren Teilnahme am riskanten Wintermarsch zum Kap Crozier und Scotts Beharren auf Sammlung geologischer Proben trotz der lebensbedrohlichen Lage der Südpolgruppe.
- Allgemeine charakterliche Schwächen: Scott wurden Unnahbarkeit, Egozentrik, Sentimentalität, Starrsinn und Ignoranz nachgesagt.

Scotts Popularitätsverlust wurde von einer zunehmenden Begeisterung für Ernest Shackleton begleitet, die in den Vereinigten Staaten ihren Anfang nahm und sich schließlich auch in Großbritannien verbreitete. Innerhalb weniger Jahre wurde Scott durch Shackleton im öffentlichen Ansehen überflügelt. In der von der BBC produzierten Sendung 100 Greatest Britons (zu deutsch: Die 100 größten Briten) im Jahr 2002 belegte Shackleton den 11. Platz. Scott landete dagegen nur auf Platz 54.
Eine neuerliche Bewertung zugunsten Scotts, welche die an der Clemson University tätige Kulturhistorikerin Stephanie Barczewski als „Revision der Revisionisten“ bezeichnete, begann mit den von der Klimaforscherin Susan Solomon im Jahr 2001 durchgeführten Untersuchungen zu den Wetterverhältnissen auf dem Ross-Schelfeis von Februar bis März 1912. In ihrem Buch The Coldest March führt sie den Untergang der Südpolgruppe in erster Linie auf die für die Jahreszeit außergewöhnlich tiefen Temperaturen zurück, ohne die Stichhaltigkeit eines Teils der Kritik an Scott in Abrede zu stellen. Die im Jahr 2004 vom Polarforscher Ranulph Fiennes veröffentlichte Scott-Biographie ist dagegen eine nahezu vorbehaltlose Verteidigung, die Fiennes „den Familien der diffamierten Toten“ widmete. Fiennes wurde später für die in der Biographie enthaltenen persönlichen Angriffe auf Roland Huntford und die Annahme, seine Erfahrungen als Polarforscher würden ihm eine besondere Autorität zur Beurteilung Scotts verleihen, kritisiert.
Eine weitere Biographie, verfasst vom Historiker David Crane von der Universität Oxford, erschien im Jahr 2005. Sie ist laut Barczewski „unbelastet von früheren Interpretationen“. Laut Crane lag dem Niedergang in Scotts öffentlichem Ansehen der Wandel des kulturellen Werteverständnisses im ausgehenden 20. Jahrhundert zu Grunde: „Es ist nicht so, dass wir ihn anders wahrnehmen als jene [seine Zeitgenossen]. Doch wir sehen ihn so, wie wir ihn unwillkürlich nicht mögen.“ Laut Barczewski sei es Crane gelungen, Scotts Menschlichkeit wiederherzustellen, „weit mehr als durch Fiennes’ Schärfe oder Solomons Daten.“ Jasper Rees vom Daily Telegraph wählte in seiner Rezension des Buches eine metaphorische Darstellung: „Gemäß dem augenblicklichen Wetterbericht für die Antarktis erfreut sich Scott der ersten Sonnenstrahlen seit 25 Jahren.“ Jonathan Dore, Autor der New York Times, mochte sich dieser positiven Beurteilung dagegen nicht anschließen: „Trotz aller Anziehungskraft seines Buches liefert David Crane keine Antworten, die Scott auf überzeugende Weise von einer Eigenverantwortung für seinen Untergang befreien.“
Einen weiteren Versuch, Scott zu rehabilitieren, unternahm die Historikerin Karen May vom Scott Polar Research Institute im Jahr 2012. Gemäß ihrer Darstellung habe es nur eine maßgebliche Anweisung Scotts zum Gebrauch der Schlittenhunde nach der Rückkehr zum Basislager gegeben, die er schriftlich und vor Aufbruch zum Südpolmarsch hinterlegt habe. May berief sich dabei auf eine Passage im Buch South with Scott von Edward Evans. Scott habe in dieser Anweisung bestimmt, mit den Hundegespannen „um den 1. März [1912] bei einer [südlichen] Breite von 82° oder 82° 30’ die heimkehrende Gruppe zu treffen.“ Es sei dem Unwillen, Fehlentscheidungen und der mangelhaften Kompetenz einiger Expeditionsteilnehmer (namentlich Edward Evans, Edward Atkinson, George Simpson und Apsley Cherry-Garrard) anzulasten, dass diese Anweisung nicht umgesetzt und hierdurch eine Rettung der Südpolgruppe verhindert worden sei.

### Zitierte Literatur
- Roald Amundsen: The South Pole. Band I. John Murray, London 1912 (Textarchiv – Internet Archive).
- Stephanie Barczewski: Antarctic Destinies. Hambledon Continuum, London 2007, ISBN 978-1-84725-192-3.
- Apsley Cherry-Garrard: The worst Journey in the World. Band I. Constable & Co., London 1922 (Textarchiv – Internet Archive). – Band II. (Textarchiv – Internet Archive)
- David Crane: Scott of the Antarctic. A Life of Courage, and Tragedy in the Extreme South. HarperCollins, London 2005, ISBN 0-00-715068-7.
- Edward R.G.R. Evans: South with Scott. The Echo Library, Teddington 2006, ISBN 1-4068-0123-2 (books.google.de).
- Ranulph Fiennes: Captain Scott. Hodder & Stoughton, London 2003, ISBN 0-340-82697-5.
- Roland Huntford: The Last Place on Earth. Pan Books, London 1985, ISBN 0-330-28816-4.
- Roland Huntford: Shackleton. Hodder & Stoughton, London 1985, ISBN 0-340-25007-0.
- Leonard Huxley: Scott’s Last Expedition. Band I.. Smith, Elder & Co., London 1914 (Textarchiv – Internet Archive). – Band II. (Textarchiv – Internet Archive).
- Max Jones: The Last Great Quest. Oxford University Press, Oxford 2003, ISBN 0-19-280483-9 (books.google.de).
- Edward J. Larson: An Empire of Ice. Yale University Press, London 2011, ISBN 0-300-15408-9 (books.google.de).
- Clements Markham: The Lands of Silence. University Press, Cambridge 1921 (Textarchiv – Internet Archive).
- David McGonigal: Antarctica – Secrets of the Southern Continent. Frances Lincoln, London 2009, ISBN 978-0-7112-2980-8 (books.google.de).
- Hugh Robert Mill: The Life of Sir Ernest Shackleton. William Heinemann, London 1923 (Textarchiv – Internet Archive).
- Hugh Robert Mill: An Autobiography. Longman, Green & Co., London 1951.
- Reginald Pound: Scott of the Antarctic. Cassell & Company, London 1966.
- Diana Preston: A First Rate Tragedy. Constable & Co., London 1997, ISBN 0-09-479530-4 (books.google.de).
- Beau Riffenburgh: Nimrod. Berlin Verlag, Berlin 2006, ISBN 3-8270-0530-2.
- Robert Falcon Scott: The Voyage of the Discovery. Band I.. Macmillan, London 1905 (Textarchiv – Internet Archive). – Band II. (Textarchiv – Internet Archive).
- Robert Falcon Scott: Diaries of Robert Falcon Scott. A Record of the Second Antarctic Expedition 1910–1912. Band 1. British Library, London (bl.uk).
- Susan Solomon: The Coldest March. Yale University Press, London 2001, ISBN 0-300-08967-8.
- Francis Spufford: I May Be Some Time: Ice and the English Imagination. Picador, New York 1997, ISBN 0-312-22081-2 (books.google.de).
- Paul Theroux: Fresh Air Friend. Mariner Books, New York 2000, ISBN 0-618-03406-4 (books.google.de).
- David Thomson: Scott’s Men. Allen Lane, London 1977, ISBN 0-7139-1034-8.
- David M. Wilson: Nimrod Illustrated. Reardon Publishing, Cheltenham 2009, ISBN 1-873877-90-0.

### Ergänzende deutschsprachige Literatur
- Ernst Bartsch: Letzte Fahrt: Kapitän Scotts Tagebuch – Tragödie am Südpol. 1910–1912. Edition Erdmann, Wiesbaden 2011, ISBN 978-3-86539-824-6.
- Sylvia Höfer: In den eisigen Tod. Robert F. Scotts Expedition zum Südpol. DVA, München 2011, ISBN 978-3-421-04454-9.
- Christian Jostmann: Das Eis und der Tod: Scott, Amundsen und das Drama am Südpol. C. H. Beck, München 2011, ISBN 978-3-406-62094-2.
- Rainer-K. Langner: Duell im ewigen Eis: Scott und Amundsen oder Die Eroberung des Südpols. Fischer-Taschenbuch-Verlag, Frankfurt am Main 2011, ISBN 978-3-596-19256-4 (Erstausgabe:  2001).
- Andreas Venzke: Scott, Amundsen und der Preis des Ruhms – Die Eroberung des Südpols. Arena, Würzburg 2011, ISBN 978-3-401-06539-7.
- Stefan Zweig: Der Kampf um den Südpol. In: Sternstunden der Menschheit. 12 historische Miniaturen. Fischer Bücherei, Frankfurt am Main/Hamburg 1964 (projekt-gutenberg.org).

## Umrechnungsdaten
1. ↑  Bei diesem und allen folgenden Geldbeträgen erfolgt die Umrechnung mit Hilfe von Vorlage:Inflation und Vorlage:Wechselkurs.
2. ↑  Inflationsbereinigt etwa 11,9 Mio. Euro.
3. ↑  Inflationsbereinigt etwa 2,8 Mio. Euro.

| Personendaten    | Personendaten                               |
| ---------------- | ------------------------------------------- |
| NAME             | Scott, Robert Falcon                        |
| KURZBESCHREIBUNG | britischer Marineoffizier und Polarforscher |
| GEBURTSDATUM     | 6. Juni 1868                                |
| GEBURTSORT       | Devonport bei Plymouth, England             |
| STERBEDATUM      | 29. März 1912                               |
| STERBEORT        | auf dem Ross-Schelfeis, Antarktis           |